# 普久原淳一
普久原 淳一（ふくはら じゅんいち、1983年1月13日 - ）は、神奈川県大和市出身の元プロ野球選手（外野手）。現在は、中日ドラゴンズの球団職員（一軍マネージャー）。
愛称は「フクさん」。

## 来歴・人物
桐蔭学園で外野手に転向、1学年先輩に由田慎太郎がいた。法大では1番バッターとしてチームを引っ張った。俊足強肩を評価されて2004年のドラフトで12巡目で指名され、入団。
2007年シーズンはオープン戦での安定した守備が認められ、プロ入り初の開幕一軍を勝ち取った。主に代走として出場。しかし打撃が課題で、本来はスイッチヒッターだが2006年からは元来の右打ちに専念した。
2008年からは俊足を活かすために両打ちに戻したが、一軍出場を果たすことはできなかった。同年11月5日に戦力外通告を受け、スコアラーに転身した。
2010年からは二軍サブマネージャー、2012年からは一軍サブマネージャーを務める。

## 詳細情報

### 年度別打撃成績
| 年 度     | 球 団     | 試 合 | 打 席 | 打 数 | 得 点 | 安 打 | 二 塁 打 | 三 塁 打 | 本 塁 打 | 塁 打 | 打 点 | 盗 塁 | 盗 塁 死 | 犠 打 | 犠 飛 | 四 球 | 敬 遠 | 死 球 | 三 振 | 併 殺 打 | 打 率 | 出 塁 率 | 長 打 率 | O P S |
| --------- | --------- | ----- | ----- | ----- | ----- | ----- | -------- | -------- | -------- | ----- | ----- | ----- | -------- | ----- | ----- | ----- | ----- | ----- | ----- | -------- | ----- | -------- | -------- | ----- |
| 2007      | 中日      | 5     | 0     | 0     | 1     | 0     | 0        | 0        | 0        | 0     | 0     | 0     | 0        | 0     | 0     | 0     | 0     | 0     | 0     | 0        | ----  | ----     | ----     | ----  |
| 通算：1年 | 通算：1年 | 5     | 0     | 0     | 1     | 0     | 0        | 0        | 0        | 0     | 0     | 0     | 0        | 0     | 0     | 0     | 0     | 0     | 0     | 0        | ----  | ----     | ----     | ----  |

### 背番号
- 62 （2005年 - 2008年）